# 2019 في العراق
2019 في العراق هي قائمة بجوهر الأحداث التي وقعت في العراق، وإقليم كردستان العراق، خلال عام 2019.

## سياسة
- رئيس الجمهورية: برهم صالح[1]
- رئيس إقليم كردستان العراق: شاغر حاليًا

## أحداث

### مارس
- 21 مارس - حادثة غرق عبارة في الموصل 2019.

### مايو
- 30 مايو - سلسلة تفجيرات تضرب محافظة كركوك العراقية.

### سبتمبر
- 5 سبتمبر - هيئة الحشد الشعبي تستحدث قوة جوية.[2]
- 10 سبتمبر - سقوط أكثر من 30 شخص وجرح أكثر من 150 شخص نتيجة تدافع الزائرين في باب الرجاء داخل الصحن الحسيني.[3]

- 14 سبتمبر - رئيس الوزراء عادل عبد المهدي أمر بفتح تحقيق حول صلة بغداد بـ”هجوم أرامكو”.[4]
- 14 سبتمبر - أمانة بغداد تقطع الطريق السريع بغداد-بابل جنوب العاصمة لصيانته، مؤكدة توفير بديل عنه.[5]
- 15 سبتمبر - وزير الصحة يقدم استقالته بعد عجزه من محاربة الفساد في منظومة الوزارة.[6]
- 17 سبتمبر - تشييد تمثالاً لغاندي في منتزه سامي عبد الرحمن في أربيل.[7]
- 17 سبتمبر - البرلمان العراقي يصوت على رفع الحصانة من النائب فائق الشيخ علي.[8]
- 18 سبتمبر - إيفاد 56 مسؤول عراقي برئاسة عادل عبد المهدي إلى الصين.[9]
- 20 سبتمبر - هدم دور التجاوز في كربلاء وبعض المحافظات بأمر من رئاسة الوزراء.
- 25 سبتمبر - قوات مكافحة الشغب ترمي حملة الشهادات العليا من النساء والرجال بالماء الحار لتفريق تظاهراتهم المطالبة بتوفير فرص عمل لهم.[10]
- 27 سبتمبر - اختراق ما يقارب 30 موقع حكومي رسمي.
- 27 سبتمبر - عزل الفريق الركن عبد الوهاب الساعدي ونقله إلى آمرة وزارة الدفاع مع رفض جماهيري واسع.[11]

### أكتوبر
- 1 أكتوبر: مظاهرات عديدة في بغداد ومدن عراقية، احتجاجا على الفساد والبطالة ومطالبات باستقالة الحكومة وتغيير النظام السياسي. وسقوط المئات ما بين قتلى وجرحى.

### نوفمبر
4- حرق القنصلية الايرانية في كربلاء
27- حرق القنصلية الإيرانية في النجف
28- مجزرة الناصرية

### ديسمبر
5- مجزرة السنك والخلاني التي قتل فيها أكثر من 20 متظاهر واصيب أكثر من 127

## وفيات

### يناير
- 18 يناير - لمياء الكيلاني (80 عاماً) عالمة آثار عراقية.
- 28 يناير - تحسين بك سعيد، (86 عاماً) سياسي عراقي وأمير اليزيديين (منذ عام 1944).

### فبراير
- 2 فبراير - علاء مشذوب، (50 عاماً) روائي وكاتب عراقي وخبير في تاريخ اليهود في العراق.

### مايو
- 3 مايو - جورج حنا، (90 عاماً) لاعب كرة سلة عراقي أمريكي.
- 13 مايو - كوتشافي شيمش، (75 عاماً) محامي إسرائيلي من أصل عراقي وناشط اجتماعي وزعيم حركة الفهود السود الاحتجاجية.

### يوليو
- 7 يوليو - محمد الشاهرودي (93 عاماً) رجل دين عراقي من أصل إيراني.

### سبتمبر
- 29 سبتمبر - سامي عبد الحميد (91 عاماً) كاتب وممثل ومخرج عراقي

### نوفمبر
- 2 نوفمبر - وليد الفلوجي: قارئ قرآن (ولد عام 1941 في الرمادي).